# 真柴ひろみ
真柴 ひろみ（ましば ひろみ、1958年12月27日 - ）は、日本の漫画家。愛知県名古屋市出身・在住。女性。血液型A型。

## 来歴
1979年、「フィールハッピー」（ラブリーフレンド、講談社）にてデビュー。同作品で、フレンドなかよし新人漫画賞受賞。
『別冊フレンド』『Kiss』（ともに講談社）で活躍。主な作品は「菜子の色」、「瞳いっぱいの涙」、「Friends-制服イレブン」。「君はぼくのヒーローさ」（ともに講談社）など。

## 作品リスト
- 1980年 卒業記念
  - ときめきの一瞬（とき）
- 1981年 放課後NOTE
- 1982年 ひとつの夢ふたつの心
  - 菜子の色（全2巻）
- 1983年 友だち以上恋人未満
- 1984年 素直になれなくて
  - あなた色に涙
- 1985年 奈津子
- 1986年 てぃーんず（全2巻）
  - 硝子白書-クリスタルはくしょ-（全2巻）
- 1987年 瞳いっぱいの涙（全3巻）
  - アイツ（全2巻）
- 1989年 君だけに輝く（全3巻）
- 1990年 月夜のうさぎたち
  - Girl
- 1991年 無口なテレパシー
  - Believe（全2巻）
- 1992年 Friends-制服イレブン-（全3巻）
- 1994年 20歳のエンゲージ
- 1995年 君が笑った
- 1997年 バイ・バイ BOY
- 2000年 ウィズ（全2巻）
- 2001年 天使のオジャベリ（全2巻）
- 2002年 Kissの奇跡（全3巻）
- 2004年 昭和モダンガール
- 2005年 君はぼくのヒーローさ

## 関連人物
- 逢沢雪名[1] - アシスタント
- 伊藤ゆう - 友人の漫画家